# Craig Pedersen

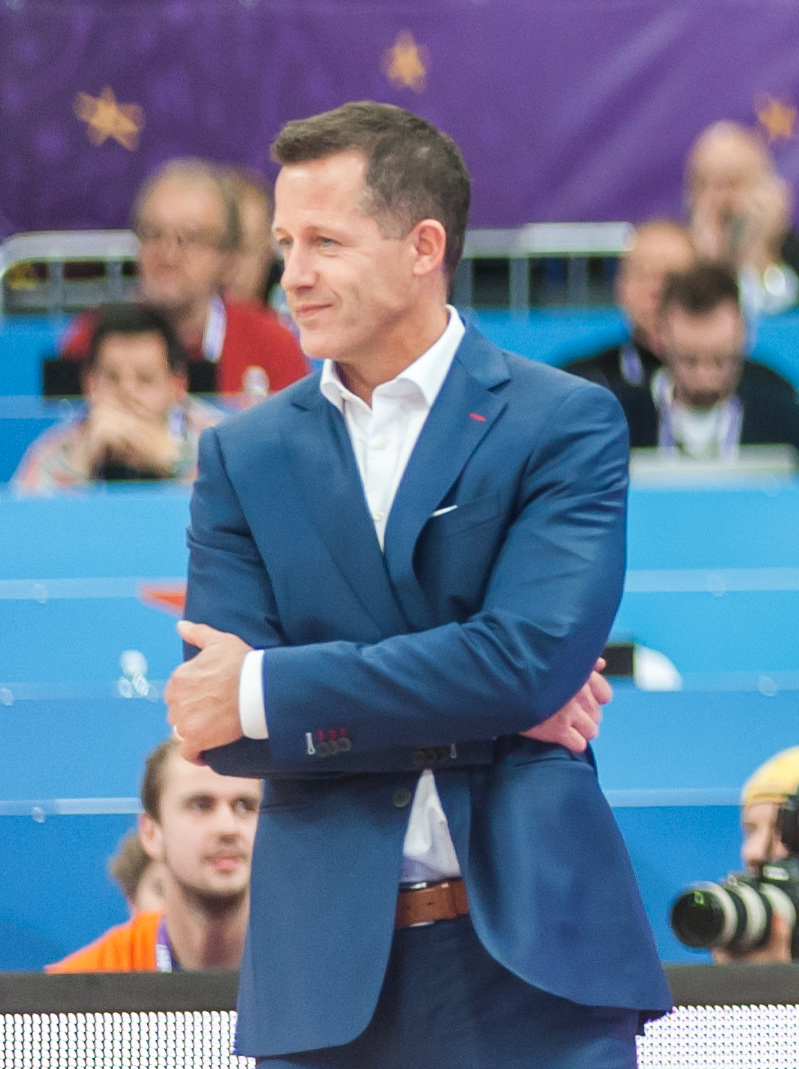
Craig Pedersen (2017)

Craig Murray Arne Pedersen (* 13. Juni 1965 in North Vancouver) ist ein kanadischer Basketballtrainer und ehemaliger -spieler.

## Leben
Pedersen spielte Basketball an der Simon Fraser University in der kanadischen Provinz British Columbia. Er wechselte nach Dänemark: Von 1989 bis 1994 stand er beim Horsens BC als Spielertrainer unter Vertrag, von 1994 bis 2002 war er als Spieler beim Stadtrivalen Horsens IC (dänischer Meister 1998) sowie in der Saison 2002/03 bei Skovbakken (=Bakken Bears) in einer Doppelfunktion als Spieler und  Assistenztrainer beschäftigt.
2003 übernahm Pedersen das Amt des Spielertrainers beim dänischen Erstligisten Svendborg Basketball Club (später in Svendborg Rabbits umbenannt). Ab 2006 war er ausschließlich Trainer. 2010 führte er Svendborg zum Gewinn der dänischen Meisterschaft. 2007, 2008, 2009, 2011, 2012 und 2013 unterlag seine Mannschaft jeweils im dänischen Meisterschaftsfinale gegen die Bakken Bears. 2004, 2008 und 2012 wurde Pedersen als Trainer des Jahres der dänischen Liga ausgezeichnet. 2008, 2012 und 2014 wurde Svendborg unter Pedersens Leitung dänischer Pokalsieger. Zwischen 2003 und 2010 war Pedersen gleichzeitig als Assistenztrainer der dänischen Nationalmannschaft tätig.
Im März 2014 trat er zusätzlich zu seinen Aufgaben in Svendborg das Amt des Cheftrainers der isländischen Nationalmannschaft an. Im November 2015 trat er als Svendborgs Trainer zurück. Er führte die isländische Auswahl zur Teilnahme an den Europameisterschaften 2015 und 2017. Pedersen ist gleichzeitig an einer Schule in Nyborg auf der dänischen Insel Fünen als Englischlehrer und Basketballtrainer tätig.